# Burgstall Höhenberg
Der Burgstall Höhenberg ist eine abgegangene Kammburg 260 m westnordwestlich von Höhenberg, einem Gemeindeteil der niederbayerischen Gemeinde Niederaichbach im Landkreis Landshut. Die Anlage wird als Bodendenkmal unter der Aktennummer D-2-7439-0183 als „Burgstall des Mittelalters“ geführt. 

## Beschreibung
Der Burgstall Höhenberg liegt 100 m über dem Isarstausee Niederaichbach auf einem Bergvorsprung des Buck- oder Buchberges. Die in Ost-West-Richtung 150 m lange und etwa 100 m breite Anlage ist zweigliedrig angelegt. Sie wird in Ost-West-Richtung durch einen gebogenen, in den Hängen auslaufenden Halsgraben von 3 m Tiefe von dem östlich ansteigenden Hinterland abgetrennt. Der größere östliche Teil der Anlage besteht aus einem abgeschrägten Kegel, der weiter nach Osten ansteigt und dort in einer zusätzlichen Erhebung ausläuft. Dieser Teil fällt zur Sohle des Halsgrabens um 6 m ab. Von hier liegt in westlicher Richtung der vorgelagerte zweite Teil der Anlage; hier führt eine dammartige Rippe über eine nach Westen stark geneigte Fläche. Dieser westliche Teil der Anlage erhebt sich mit unregelmäßigen Bodenformen um 4,5 m über einen Halsgraben.